# 希罗芬
希罗芬（法語：Schirrhoffen，法語發音：[ʃiʁofən]）是法国下莱茵省的一个市镇，属于阿格诺-维桑堡区。

## 地理
希罗芬（48°48'22"N, 7°55'19"E）面积0.63 平方千米，位于法国大東部大區下莱茵省，该省份为法国大陆部分最东部的省份，是阿尔萨斯的一部分，今与上莱茵省组成了阿尔萨斯欧洲集体，其南至上莱茵省，西南接孚日省和默尔特-摩泽尔省，西接摩泽尔省，北与德国接壤，东侧沿莱茵河与德国相望。
与希罗芬接壤的市镇（或旧市镇、城区）包括：阿格诺、希赖恩。
希罗芬的时区为UTC+01:00、UTC+02:00（夏令时）。

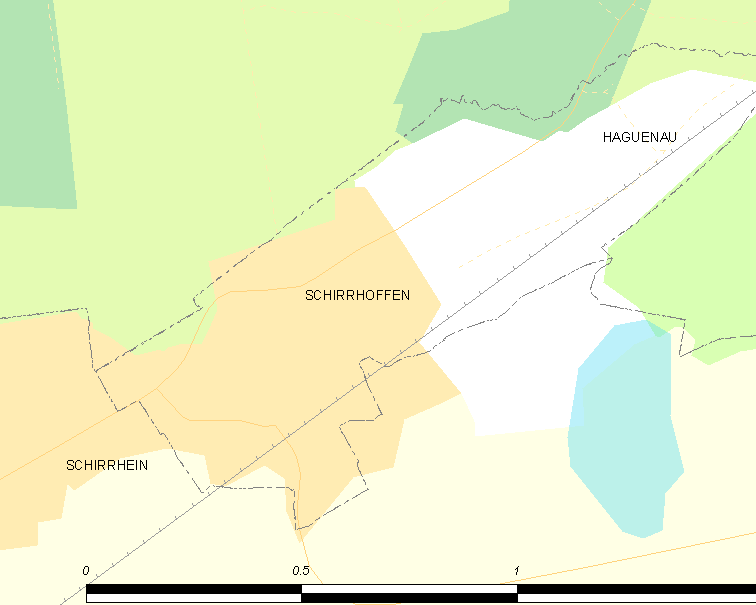
希罗芬的OSM定位图

## 行政
希罗芬的邮政编码为67240，INSEE市镇编码为67450。

## 政治
希罗芬所属的省级选区为比什维莱尔县。

## 人口

1962-2008年间希罗芬人口变化图示

希罗芬于2022年1月1日时的人口数量为800人。